# Robinson Tejeda
Robinson García Tejeda (nacido el 24 de marzo de 1982 en Baní) es un lanzador relevista dominicano de Grandes Ligas que se encuentra en la organización de los Indios de Cleveland.

## Carrera

### Philadelphia Phillies
Tejeda fue firmado como amateur por los Filis de Filadelfia el 24 de noviembre de 1998. Hizo su debut profesional al año siguiente con los Gulf Coast League Phillies. Tejeda pasó las temporadas 2001, 2002, y 2003 con los equipos Single-A Lakewood BlueClaws y Clearwater Threshers antes de ser promovido al equipo Doble-A Reading Phillies en 2004.
En 2005, Tejeda dio el salto al club de Grandes Ligas. A partir de su debut contra los Cerveceros de Milwaukee el 10 de mayo de 2005, apareció en 26 juegos - la mitad de ellos como abridor.

### Texas Rangers
Justo antes del inicio de la temporada 2006, Tejada fue canjeado por los Filis a los Rangers de Texas, junto con Jake Blalock (el hermano del tercera base Hank Blalock) a cambio del jardinero David Dellucci. Empezó la temporada con el equipo de Triple-A  Oklahoma RedHawks, pero fue llamado a filas por los Rangers a finales de abril. Sus primeras salidas fueron decepcionantes, y fue reasignado rápidamente de regreso a Oklahoma. A excepción de una llamada de relevo en junio, Tejeda se quedó con los RedHawks hasta que fue llamado a mediados de agosto. Tejeda se encontraba en excelente forma para el último tercio de la temporada, terminando con récord de 4-1 en ocho aperturas, con una efectividad de 2.01.
Tejeda se ganó un lugar en la rotación de abridores para la temporada 2007, pero los malos resultados en julio dieron lugar a su degradación de nuevo a Triple-A.

### Kansas City Royals
El 24 de junio de 2008, los Reales de Kansas City reclamaron a Tejeda en waivers.
En los entrenamientos de primavera de 2009, Tejeda lideró a todos los jugadores en bases por bolas, con 17 (en 17.1 entradas).
El 26 de mayo de 2011, Tejeda fue designado para asignación por los Reales. Tejeda eligió la agencia libre el 7 de agosto de 2011.

### Cleveland Indians
El 3 de enero de 2012, Tejeda firmó un contrato de ligas menores con los Indios de Cleveland. También recibió una invitación a los entrenamientos de primavera.

## Trivia
- Tejeda lanza una recta (96 mph) y un cambio de calidad, y está desarrollando una muy útil curva.
- Tejeda fue miembro del equipo dominicano en el Clásico Mundial de Béisbol 2006. Sólo hizo dos apariciones en el torneo, una entrada de blanqueada frente a Australia y una dura novena entrada en el primer partido de la República Dominicana contra Cuba.